# Редовне линије ЧСА
Следећи је списак редовне линије на који Чешке авиолиније саобраћају (од јануара 2010):

## Африка
- Египат
  - Каиро (Аеродром Каиро)

## Азија
- Грузија
  - Тбилиси (Аеродром Тбилиси) [почиње од 24. априла 2008.]
- Израел
  - Тел Авив (Аеродром Тел Авив)
- Јерменија
  - Јереван (Аеродром Јереван)
- Казахстан
  - Алмати (Аеродром Алмати)
- Кипар
  - Ларнака (Аеродром Ларнака)
- Кувајт
  - Град Кувајт (Аеродром Кувајт) [сезонски]
- Либан
  - Бејрут (Аеродром Бејрут)
- Сирија
  - Дамаск (Аеродром Дамаск)
- Узбекистан
  - Ташкент (Аеродром Ташкент)

## Европа
- Белгија
  - Брисел (Аеродром Брисел)
- Белорусија
  - Минск (Аеродром Минск)
- Бугарска
  - Софија (Аеродром Софија)
- Грчка
  - Атина (Аеродром Атина)
  - Ираклион (Аеродром Ираклион) [сезонски]
  - Солун (Аеродром Солун)
- Данска
  - Копенхаген (Аеродром Копенхаген)
- Естонија
  - Талин (Аеродром Талин)
- Италија
  - Болоња (Аеродром Болоња)
  - Венеција (Аеродром Венеција)
  - Милано (Аеродром Малпенса)
  - Рим (Аеродром Леонардо да Винчи)
- Летонија
  - Рига (Аеродром Рига)
- Литванија
  - Вилњус (Аеродром Вилњус)
- Мађарска
  - Будимпешта (Аеродром Будимпешта)
- Македонија
  - Скопље (Аеродром Скопље)
- Немачка
  - Берлин (Аеродром Тегел)
  - Диселдорф (Аеродром Диселдорф)
  - Келн (Аеродром Келн/Бон)
  - Минхен (Аеродром Минхен)
  - Франкфурт (Аеродром Франкфурт)
  - Хамбург (Аеродром Хамбург)
  - Хановер (Аеродром Хановер)
  - Штутгарт (Аеродром Штутгарт)
- Норвешка
  - Осло (Аеродром Гардермонен)
- Пољска
  - Варшава (Аеродром Варшава)
  - Краков (Аеродром Краков)
- Румунија
  - Букурешт (Аеродром Отопени)
- Русија
  - Јекатеринбург (Аеродром Јекатеринбург)
  - Москва (Аеродром Шереметјево)
  - Ростов-на-Дону (Аеродром Ростов-на-Дону)
  - Самара (Аеродром Самара)
  - Санкт Петербург (Аеродром Пулково)
- Словачка
  - Братислава (Аеродром Братислава)
  - Жилина (Аеродром Жилина)
  - Кошице (Аеродром Кошице)
- Словенија
  - Љубљана (Аеродром Љубљана)
- Србија
  - Београд (Аеродром Никола Тесла Београд)
- Турска
  - Истанбул (Аеродром Ататурк)
- Уједињено Краљевство
  - Лондон (Аеродром Хитроу)
  - Манчестер (Аеродром Манчестер) [поново саобраћа 29. марта 2010.]
- Украјина
  - Кијев (Аеродром Бориспил)
  - Одеса (Аеродром Одеса)
- Финска
  - Хелсинки (Аеродром Хелсинки)
- Француска
  - Марсељ (Аеродром Марсељ)
  - Париз (Аеродром Шарл де Гол)
  - Стразбур (Аеродром Стразбур)
- Холандија
  - Амстердам (Аеродром Схипхол)
- Хрватска
  - Загреб (Аеродром Загреб)
  - Сплит (Аеродром Сплит) [сезонски]
- Чешка Република
  - Брно (Аеродром Брно)
  - Карлове Вари (Аеродром Карлове Вари)
  - Острава (Аеродром Острава)
  - Праг (Аеродром Праг) чвориште
- Швајцарска
  - Цирих (Аеродром Цирих)
- Шведска
  - Стокхолм (Аеродром Арланда)
- Шпанија
  - Барселона (Аеродром Барселона)
  - Мадрид (Аеродром Мадрид)

## Бивше дестинације
Азија
- Азербејџан - Баку
- Бахреин
- Вијетнам - Ханои
- Индија - Мумбаи
- Кина - Пекинг
- Малдиви - Мале
- Сирија - Алеп
- Тајланд - Бангкок
- Уједињени Арапски Емирати - Абу Даби, Ал Аин, Дубаи
- Шри Ланка - Коломбо

Европа
- Аустрија - Беч
- Босна и Херцеговина - Сарајево
- Ирска - Даблин, Корк
- Луксембург
- Малта - Малта
- Немачка - Дортмунд
- Русија - Новосибирск
- Словачка - Слијач
- Уједињено Краљевство - Бирмигем, Глазгов, Единбург, Лондон-Гетвик, Лондон-Станстед
- Француска - Ница
- Швајцарска - Женева
- Шведска - Гетеборг

Северна Америка
- Канада - Монтреал, Торонто
- Куба - Хавана
- Мексико - Мексико Сити
- Сједињене Америчке Државе - Детроит, Њуарк, Њујорк, Чикаго